# Альтенкирхен (район)
Альтенкирхен (нем. Altenkirchen) — район в Германии. Центр района — город Альтенкирхен. Район входит в землю Рейнланд-Пфальц. Занимает площадь — 642 км². Население — 136 030 чел. Плотность населения — 213 человек/км².
Официальный код района — 07 1 32.
Район подразделяется на 119 общин.

## Города и общины
1. Хердорф (7 166)

Управление Альтенкирхен
1. Альмерсбах (468)
2. Альтенкирхен (6 345)
3. Бахенберг (118)
4. Берод-Хахенбург (637)
5. Бирнбах (619)
6. Бузенхаузен (359)
7. Айхельхардт (473)
8. Эрсфельд (58)
9. Фирсбах (269)
10. Флутершен (741)
11. Форстмерен (153)
12. Гилерот (684)
13. Хассельбах (334)
14. Хельменцен (828)
15. Хельмерот (213)
16. Хеммельцен (228)
17. Хойпельцен (271)
18. Хильгенрот (320)
19. Хирц-Маульсбах (300)
20. Идельберг (51)
21. Ингельбах (590)
22. Изерт (183)
23. Кеттенхаузен (242)
24. Кирхайб (534)
25. Крам (175)
26. Маммельцен (1 106)
27. Мерен (497)
28. Михельбах (557)
29. Найтерзен (848)
30. Оберербах (579)
31. Оберирзен (675)
32. Обервамбах (424)
33. Эльзен (93)
34. Ракзен (153)
35. Реттерзен (350)
36. Шёнеберг (418)
37. Зёрт (251)
38. Штюрцельбах (263)
39. Фолькерцен (94)
40. Веркхаузен (236)
41. Вайербуш (1 466)
42. Вёльмерзен (422)

Управление Бецдорф
1. Альсдорф (1 809)
2. Бецдорф (10 406)
3. Грюнебах (571)
4. Шойерфельд (2 191)
5. Вальменрот (1 285)

Управление Даден
1. Даден (4 482)
2. Дершен (1 144)
3. Эммерцхаузен (760)
4. Фридевальд (1 202)
5. Мауден (116)
6. Нидердрайсбах (981)
7. Нистерберг (439)
8. Шуцбах (452)
9. Вайтефельд (2 459)

Управление Фламмерсфельд
1. Берцхаузен (181)
2. Бюрденбах (519)
3. Бурглар (488)
4. Айхен (599)
5. Ойленберг (58)
6. Фламмерсфельд (1 150)
7. Гирсхаузен (106)
8. Гюллесхайм (670)
9. Хорхаузен (1 929)
10. Кешайд (136)
11. Крункель (673)
12. Нидерштайнебах (191)
13. Оберлар (804)
14. Обернау (144)
15. Оберштайнебах (234)
16. Орфген (248)
17. Петерслар (305)
18. Плекхаузен (775)
19. Райфершайд (404)
20. Рот (454)
21. Шюрдт (286)
22. Зеельбах (355)
23. Зайфен (158)
24. Вальтершен (134)
25. Вильрот (825)
26. Цигенхайн (136)

Управление Гебхардсхайн
1. Диккендорф (375)
2. Эльбен (320)
3. Элькенрот (1 889)
4. Фенсдорф (431)
5. Гебхардсхайн (1 869)
6. Каузен (811)
7. Мальберг (1 092)
8. Мольцхайн (605)
9. Наурот (1 163)
10. Розенхайм (782)
11. Штайнебах (1 219)
12. Штайнерот (684)

Управление Хам (Зиг)
1. Биркенбойль (479)
2. Битцен (832)
3. Брайчайдт (1 030)
4. Брухертзайфен (751)
5. Эцбах (1 319)
6. Форст (667)
7. Фюртен (1 294)
8. Хам (3 374)
9. Нидерирзен (104)
10. Прахт (1 586)
11. Рот (1 468)
12. Зеельбах-Хам (210)

Управление Кирхен (Зиг)
1. Брахбах (2 481)
2. Фризенхаген (1 760)
3. Харбах (582)
4. Кирхен (9 195)
5. Мудерсбах (6 332)
6. Нидерфишбах (4 911)

Управление Виссен
1. Биркен-Хонигзессен (2 592)
2. Хёфельс (706)
3. Кацвинкель (2 034)
4. Миттельхоф (1 149)
5. Зельбах (853)
6. Виссен (8 594)